# Martin Zierold (Kulturwissenschaftler)

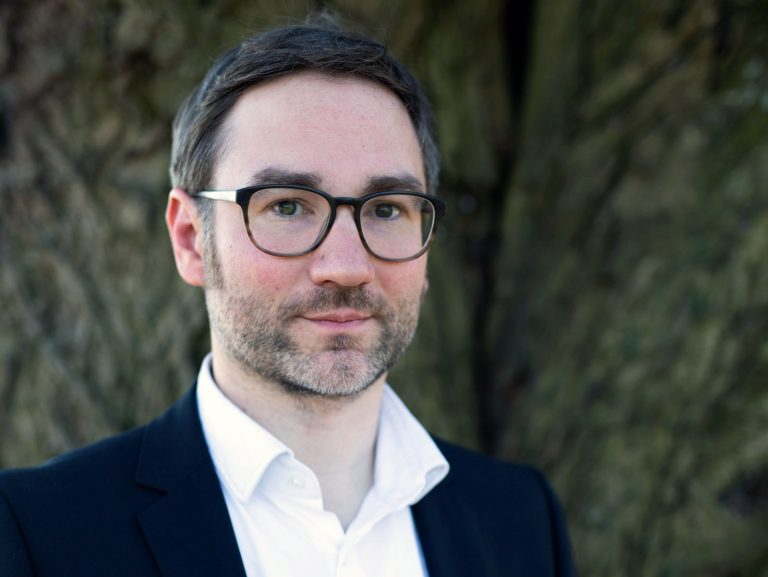
Martin Zierold

Martin Zierold (* 1977) ist ein deutscher Kulturwissenschaftler, Berater und Coach mit den Schwerpunkten Cultural Leadership, Strategie und Transformation. Er ist Professor und Institutsleiter am Institut für Kultur- und Medienmanagement (KMM) der Hochschule für Musik und Theater Hamburg.

## Werdegang
Martin Zierold studierte Kommunikationswissenschaft, Angewandte Kulturwissenschaft und Englische Philologie an der Universität Münster. 2006 wurde er dort mit einer Dissertation zum Thema „Gesellschaftliche Erinnerung in digitalen Medienkulturen“ bei Siegfried J. Schmidt promoviert.
Nach seiner Promotion war er zunächst als Pressesprecher für das Grafenegg Festival sowie das Tonkünstler-Orchester Niederösterreich in Wien tätig. Von 2007 bis 2013 war er wissenschaftlicher Geschäftsführer und Principal Investigator am International Graduate Centre for the Study of Culture an der Justus-Liebig-Universität Gießen.
Von 2013 bis 2017 war Zierold Professor für Kulturmanagement und Kulturwissenschaft an der Karlshochschule International University.
Seit 2017 ist er am Institut für Kultur- und Medienmanagement (KMM) tätig. Am KMM hat Zierold die Zajadacz-Stiftungsprofessur für Innovation durch Digitalisierung inne. Dort befasst er sich mit Fragen der Strategie und Organisationsentwicklung angesichts der großen gesellschaftlichen Transformationsprozesse der Gegenwart. Zu seinen Lehrgebieten am Institut KMM gehören Gesellschaftstheorie, soziale und kulturelle Transformationen, Organisationstheorie sowie Change Management. Seit 2019 leitet er das Institut.
Neben seiner akademischen Tätigkeit arbeitet Zierold seit 2010 freiberuflich als systemischer Coach, Lehrtrainer und Berater. Er begleitet insbesondere Kulturinstitutionen, Hochschulen und Stiftungen in Entwicklungsprozessen und bietet Unterstützung in Bereichen wie Cultural Leadership, Strategie, Organisationsentwicklung und Change Management an.
Zierold ist in zahlreichen Jurys engagiert und u. a. Mitglied des Vorstands der Kulturpolitischen Gesellschaft Kupoge, Mitglied des Kuratoriums des KAIROS-Preis der Alfred Toepfer Stiftung F. V. S. sowie im Beirat von NEXT Mannheim. Von 2016 bis 2019 war er Mitglied des Vorstands des Fachverbands Kulturmanagement e.V.

## Podcast „Wie geht’s“

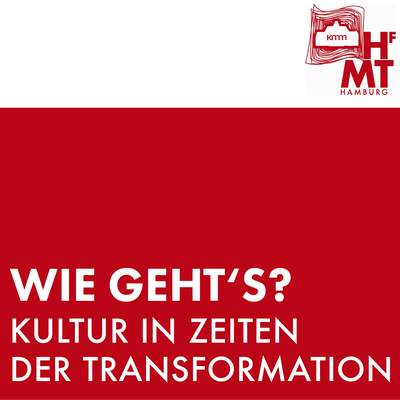
Logo des Podcasts „Wie geht’s?“

Im März 2020 initiierte Zierold den Podcast „Wie geht’s?“, der sich mit Kunst und Kultur in Zeiten der Transformation auseinandersetzt. Ursprünglich „Wie geht’s? Kultur in Zeiten des Corona-Virus“, wurde der Podcast inzwischen umbenannt in „Wie geht’s? – Kultur in Zeiten der Transformation“.
Ausgewählte Gäste:
- Carsten Brosda, Hamburgs Kultursenator
- Amelie Deuflhard, Intendantin von Kampnagel Hamburg
- Hartmut Rosa, Soziologe
- Lavinia Frey, Leiterin des internationalen literaturfestival berlin
- Michael Göring, ehemaliger Vorsitzender des Vorstands der ZEIT-Stiftung
- Silvia Fehrmann, Leiterin des Berliner Künstlerprogramms des DAAD
- Steven Walter, Intendant des Beethovenfest Bonn
- Julika Zwack, Coach, Supervisorin und Therapeutin

## Publikationen (Auswahl)
- mit A. Nünning: Erfolgreich kommunizieren in Studium und Beruf. Klett, Stuttgart 2008.
- Gesellschaftliche Erinnerung. Eine medienkulturwissenschaftliche Perspektive. de Gruyter, Berlin / New York 2006.
- mit C. Jacke, C. Schwarzenegger (Hrsg.): Populäre Erinnerungskulturen, Erinnern und Vergessen in der Medienkultur. Schwerpunktausgabe „medien&zeit – Kommunikation in Vergangenheit und Gegenwart“, 4/2009, Jg. 24. Wien: Arbeitskreis für historische Kommunikationsforschung.
- mit C. Jacke, J. Ruchatz (Hrsg.): Pop, Populäres und Theorien. Forschungsansätze und Perspektiven zu einem prekären Verhältnis in der Medienkulturgesellschaft (= Populäre Kultur und Medien. Band 2).  Lit, Berlin / Münster 2011.
- Mass Media, Media Culture and Mediatisation. In: B. Neumann, A. Nünning (Hrsg.): Travelling Concepts for the Study of Culture. de Gruyter, Berlin / New York 2012, S. 337–352.